# Rafaela Aponte-Diamant
Rafaela Aponte-Diamant (Haifa, 26 de março de 1945) é uma empresária bilionária suíço-italiana. É cofundadora e vice-presidente do grupo MSC, a maior empresa privada de transporte marítimo de contêineres do mundo. Em 2023, foi listada pela Forbes como a mulher self-made mais rica do mundo, com um patrimônio líquido estimado em US$ 31,3 bilhões.

## Biografia
Rafaela Aponte-Diamant nasceu em Haifa, Israel, em 1945, em uma família judia. Seus pais eram imigrantes da Europa que se estabeleceram em Israel após a Segunda Guerra Mundial. Após concluir o ensino médio, Rafaela ingressou na Universidade Hebraica de Jerusalém, onde estudou literatura e línguas.
Em uma viagem de navio para Capri na década de 1960, Rafaela conheceu Gianluigi Aponte, quando ele era capitão. Casaram-se em 1969 e têm dois filhos, Diego Aponte e Alexa Aponte Vago.

### Carreira
Em 1970, Rafaela e Gianluigi fundaram a Mediterranean Shipping Company (MSC) com um empréstimo de US$ 200 mil para comprar um navio. A empresa cresceu exponencialmente, tornando-se líder global no transporte marítimo de contêineres e expandindo para cruzeiros, logística e terminais portuários.
Rafaela é responsável pela decoração dos navios de cruzeiro da MSC, enquanto Gianluigi atua como presidente executivo e Diego como presidente.
Em 2023, a Forbes classificou Rafaela Aponte-Diamant como a mulher self-made mais rica do mundo, com uma fortuna estimada em US$ 31,3 bilhões. Seu marido, Gianluigi Aponte, também é bilionário, e juntos eles possuem 50% da MSC.